# Maria Pitillo
Maria Pitillo, född 8 januari 1966 i Elmira, New York, är en amerikansk skådespelare. Pitillo har bland annat medverkat i Chaplin, Godzilla och Providence.

## Filmografi i urval
- 1989 – Miami Vice (TV-serie)
- 1989 – En hon-djävuls liv och lustar
- 1991 – I lagens namn (TV-serie)
- 1992 – Middle Ages (TV-serie)
- 1992 – Chaplin
- 1993 - South of Sunset (TV-serie)
- 1993 – Galen i dig (TV-serie)
- 1993 – True Romance
- 1994 – Natural Born Killers
- 1995 - Escape from Terror: The Teresa Stamper Story (TV-film)
- 1995 - Bye Bye Love
- 1995-1996 - Partners (TV-serie)
- 1998 – Godzilla
- 1999 – Ally McBeal (TV-serie)
- 1999 – Morgondagens hjälte (TV-serie)
- 2000 – Will & Grace (TV-serie)
- 2001–2002 - Providence (TV-serie)
- 2003 – Vänner (TV-serie)